# Thomas Keil (Wirtschaftswissenschaftler)
Thomas Keil (* 6. Februar 1970 in Frankfurt am Main) ist ein deutscher Wirtschaftswissenschaftler und Hochschullehrer.

## Laufbahn
Keil studierte nach seinem Abitur Wirtschaftsingenieurwesen an der Technischen Universität Darmstadt. Bereits ab 1994 an der Aalto-Universität in Helsinki in der Forschung tätig, schloss er 1996 sein Studium in Darmstadt ab. Während er bis 1998 in Helsinki sein Lizentiat erlangte, war er ab Herbst 1997 Lecturer an der Universität. Anschließend promovierte er bis 2000 unter dem Titel „External Corporate Venturing: Cognition, Speed, and Capability Development“.
2001 übernahm Keil kommissarisch eine Professur für Industrial Management sowie die Leitung des Institute of Strategy and International Business an der Aalto-Universität. 2002 wurde er zum Assistant Professor an der York University nach Toronto berufen. Parallel arbeitete er als Dozent weiterhin in Helsinki. 2006 kehrte er als Professor für strategisches Management endgültig nach Helsinki zurück. Von 2006 bis 2009 war er zudem Direktor der TKK Executive School of Business, die Abschlüsse zum Master of Business Administration anbietet. Seit 2013 ist Keil Professor für Internationales Management an der Universität Zürich.
Im Mittelpunkt der Arbeit Keils stehen Fragen zu Corporate Venturing, Mergers & Acquisitions, und Strategische Erneuerung von Unternehmen. Für seine Arbeiten hat er mehrere internationale Preise gewonnen.